# 寺町梨螺
寺町梨螺（学名：Pyrunculus teramachii）为凹塔螺科梨螺属的动物。

## 分佈
分布于日本四國及琉球西表島，包括南中國海等海域，属于暖水性种类。其常生活于潮下带浅水区泥砂质底。

## 外部連結
- 維基物種上的相關：寺町梨螺